# Benvenuti a Radioland
Benvenuti a Radioland (Radioland Murders) è un film comico del 1994, diretto da Mel Smith.
La pellicola, ambientata alla fine degli anni trenta, mescola giallo e commedia ed è stata prodotta da George Lucas, che ha fornito anche il soggetto della storia.
Molti i camei presenti nel film: Bo Hopkins, Larry Miller, Ellen Albertini Dow, Joey Lawrence, Peter MacNicol, Robert Klein, Dylan Baker, Michael McKean, Billy Barty e Rosemary Clooney, entrambi nella loro ultima apparizione cinematografica.
Benvenuti a Radioland è uscito il 21 ottobre 1994 negli Stati Uniti d'America.

## Trama
Nel 1939, a Chicago, la notte in cui la network radiofonico WBN inizia a trasmettere nelle frequenze americane, il regista dello show e uno dei musicisti vengono trovati morti. Sono stati entrambi assassinati. Roger Henderson (Benben) è il capo sceneggiatore e la moglie Penny, segretaria del regista, deve avere a che fare con uno sponsor insoddisfatto, un capo autoritario e un quasi ex-marito, Roger, che la rivuole disperatamente. Come iniziano le trasmissioni, una voce misteriosa irrompe nella messa in onda e improvvisamente alcuni membri del cast muoiono. Roger deve trovare il colpevole, mentre la polizia cerca di catturarlo tra le mura della WBN.

## Accoglienza
Il film è stato un insuccesso di pubblico e critica, avendo incassato solo 1.316.865 $, e avendo ottenuto il 20% di freschezza sul sito Rotten Tomatoes.
Roger Ebert critica la pellicola per il tono esagerato e per le continue gag fisiche, che impedivano alla storia di progredire, ma definisce le scenografie e gli effetti speciali molto curati:
Rick McCallum, produttore della pellicola, ha affermato come, nonostante il flop del film, Benvenuti a Radioland è stato una tappa fondamentale per l'evoluzione degli effetti speciali, che nel film sono stati impegnati per modificare dei paesaggi, aggiungere elementi allo sfondo e piccole modifiche minori.

## Citazioni e riferimenti
Nel film sono presenti diversi riferimenti e citazioni ad altri film e in particolare ad altre produzioni della LucasFilm:
- Durante una scena, si può sentire in sottofondo un brano della colonna sonora del film Amadeus.[6]
- Il personaggio di Max Applewhite viene fatto cadere dalla torre radio allo stesso modo in cui King Kong veniva ucciso nell'omonimo film.[7]
- Il cognome dei due protagonisti è lo stesso di Curt Henderson, personaggio interpretato Richard Dreyfuss in American Graffiti. George Lucas ha ammesso che i protagonisti di Radioland Murders sono in realtà i genitori di Curt.[7]
- Uno dei personaggi pronuncia la frase "I have a bad feeling about this", originariamente apparsa in Guerre stellari.[7]
- Nel film compaiono inoltre citazioni a Indiana Jones e il tempio maledetto e L'Impero colpisce ancora.[7]